# Marc Giacone
Pour les articles homonymes, voir Giacone.
Marc Giacone, né le 5 mars 1954 à Monaco, est un organiste, un improvisateur et un compositeur de musique contemporaine et de musique électroacoustique.

## Biographie
Il effectue ses études musicales à l’Académie de Musique Fondation Prince Rainier III de Monaco, où il est formé aux disciplines d’harmonie, contrepoint, fugue, orgue, composition et orchestration, puis à l’Académie Internationale d’Été de Nice (Conservatoire National de région) où il est formé à l’improvisation à l'orgue.
Ses maîtres d'orgue seront successivement Émile Bourdon, Henri Carol, Pierre Cochereau et Jean Wallet.
Nommé en 2005 titulaire de l’orgue Cavaillé-Coll de la Chapelle des Pères Carmes de Monte-Carlo (Principauté de Monaco), il se produit régulièrement en concerts au cours desquels il crée des pièces improvisées dans un pur style néo-symphonique.
En août 2007, il est poursuivi pour "offense au chef de l'État" en la personne du Prince Albert II de Monaco. Dans un site internet Monaco Politic Circus, il avait affublé d'un costume de clown de nombreuses personnalités de la Principauté. Risquant 6 mois de prison ferme, il est relaxé par jugement sans appel du 7 octobre 2007.

## Discographie
- Symphonie Cosmique (KRM Studios - 1983 - KRM001) - orgue
- Ombres & Lumières (KRM Studios - 2004) - orgue
- Tsunami (KRM Studios - 2004) - orgue
- Prospective 2005 - Concerto pour orgue et dispositif électroacoustique
- Music of Today (Calcante - CD045) - orgue
- Quatuor Solo (KRM Studios - 2015) - œuvres pour quatuor à cordes
- Une Promenade Musicale (Vera Zveguintseva - 2017) - orgue